# 東京都済生会中央病院
社会福祉法人恩賜財団済生会支部東京都済生会 東京都済生会中央病院（しゃかいふくしほうじんおんしざいだんさいせいかいしぶとうきょうとさいせいかい とうきょうとさいせいかいちゅうおうびょういん、英語: Saiseikai Central Hospital）は、東京都港区三田にある病院である。日本全国に存在する済生会病院（社会福祉法人恩賜財団済生会）の中核的施設である。2015年12月に創立100周年を迎えた。2024年10月時点、港区選挙管理委員会より、不在者投票のできる施設の一つとして指定されている。

## 概要
この地は江戸時代は、有馬中務家屋敷であり、明治期には軍工廠が存在し、明治中期にはそれが取り払われ長きに渡って草原のまま放置されていたが、1915年に当病院が建設された。小山武夫院長時に敷地の一部を三菱地所に売却し、その費用で現在の建物に建て替えた。売却された敷地には三田国際ビルヂングが建てられ、済生会本部が入居している。三次救急医療機関（救命救急センター）として指定される。
設立時から慶應義塾大学医学部、慶應義塾大学病院との関連が強いことで知られる。

## 沿革
＜この節の主な出典：＞
- 1915年12月 - 本部直営の基幹病院として「恩賜財団済生会芝病院」開設。初代院長は北里柴三郎。
- 1923年09月 - 関東大震災にあたり、被害を受けた妊産婦と乳幼児の救護のため、芝病院の中にバラック式の応急診療施設を急設し、事業を開始（昭和24年3月に「児童福祉施設　済生会乳児院」として認可される）。
- 1945年05月25日 - 東京大空襲により病院建物の約3分の2が被災。
- 1950年04月 - 済生会の改組により、東京都済生会に移管。産院を合併し「東京都済生会中央病院」に改称。同時に大正12年以来の乳児院を附属施設とする。
- 1951年 - 医療法に基づく公的医療機関の指定の申請、8月に公的医療機関の指定を受ける。これにより民間社会事業団体としての出発となる。
- 1952年 - 前年に社会福祉の基本となる社会福祉事業法が制定されたことに伴い、社会福祉法人となるべく、諸準備を整え、社会福祉法人の許可を受ける。同時に名称を社会福祉法人恩賜財団済生会と定め、今日ある済生会の新たな出発となる。
- 1953年 - 東京都立民生病院[5]の受託経営開始。
- 1966年 - 昭和41年に創立50周年記念事業として計画された増改築を開始。昭和45年に完成。
- 1970年 - 近代的な病院として医療面の充実を図り、地域に貢献する高機能病院として体制を整える。乳児院も鉄骨2階建てになる。
- 1988年09月 - 港区立特別養護老人ホーム「白金の森」他1施設を受託経営開始。
- 1990年12月 - ICU・CCU・手術室等を充実させた増改築完成。
- 1991年04月 - 港区立南麻布高齢者在宅サービスセンターの受託経営開始。
- 1995年
  - 03月 - 地下鉄サリン事件発生による緊急体制がとられる。
  - 04月 - 東京都済生会看護専門学校開校。
- 1996年 - 港区立特別養護老人ホーム「港南の郷」他3施設を受託経営開始。
- 1997年02月 - 平成2年10月開設の訪問看護室が「済生会三田訪問看護ステーション」として生まれ変わる。
- 2002年04月 - 東京都立民生病院が廃止され、その機能を継承して中央病院の一部として運営を開始。
- 2005年 - 旧民生病院（北棟）、食堂・喫茶室、会議室、診療録管理室、コンピューター室を備えた新棟オープン。
- 2008年 - 旧民生病院跡地に新外来棟をオープン。また、検診センターを総合健診センターとしてリニューアルオープン。
- 2012年
  - 09月 - 地域医療支援病院に承認。
  - 12月 - 救命救急センターに指定。
- 2014年01月 - 電子カルテを導入。
- 2015年
  - この年 - がん研有明病院と連携協定を結ぶ[6]。
  - 12月1日 - 病院創立100周年を迎える[7]。
- 2018年03月 - 東京都済生会看護専門学校閉校。
- 2020年09月 - 新附属乳児院竣工。
- 2022年 3月 - 病院内に「ユニクロ 済生会中央病院店」がオープン。医療機関内にユニクロが出店するのは初めてとなった[8][9]。

## 診療科
- 内科
- 循環器科
- 外科
- 心臓血管外科
- 呼吸器外科
- 小児科
- 精神科
- 皮膚科
- 脳神経外科
- 脳血管内治療科
- 整形外科
- 婦人科
- 泌尿器科
- 眼科
- 耳鼻咽喉科
- 形成外科
- 歯科・口腔外科
- リハビリテーション科
- 放射線科
- 放射線治療科
- 救急診療科
- 麻酔科
- 病理診断科
- 緩和ケア科
- 臨床検査医学科

## 医療機関の指定等
- 東京都災害拠点病院
- 地域医療支援病院
- 三次救急（救命救急センター）
- 救急指定病院
- DPC対象病院
- 無料低額診療事業実施医療機関

## 歴代院長
- 初代院長 北里柴三郎　（大正4年 - 大正12年7月）東京医学校卒、慶應義塾大学医学部初代学部長、大日本医師会会長、男爵
- 2代院長 大谷彬亮　（大正12年7月 - 昭和6年12月）京都帝大医卒、養生園病院長、慶大医学部内科教授
- 3代院長 秋吉辰三　（昭和6年12月 - 昭和10年10月）東京帝大医卒、慶應博士
- 4代院長 高雄徳龍　（昭和10年10月 - 昭和24年2月）福岡医科大学卒、慶應義塾大学医学部講師
- 5代院長 中山安　（昭和24年2月 - 昭和25年12月）
- 6代院長 小山武夫　（昭和25年12月 - 昭和46年2月）東大医卒、千葉医科大学教授、元東京都衛生局長
- 7代院長 堀内光　（昭和46年2月 - 昭和60年5月）慶應医卒、慶應義塾大学名誉教授
- 8代院長 伊賀六一　（昭和60年5月 - 平成9年3月）慶應医卒、元日本医療機能評価機構専務理事
- 9代院長 末舛惠一　（平成9年4月 - 平成18年8月）慶應医卒、元国立がんセンター総長
- 10代院長 高木誠　（平成18年9月 -  令和2年3月）慶應医卒
- 11代院長 海老原全　（令和2年4月 - [10]）慶應医卒、慶應義塾大学医学部准教授

## 交通
- 都営バス都06・反94・浜95乙・反96「赤羽橋駅」下車、徒歩1分
- 都営バス橋86「赤羽橋駅」下車、徒歩5-8分
- 東急バス東98「赤羽橋駅」下車、徒歩1分
- 都営地下鉄大江戸線「赤羽橋駅」下車、徒歩4分
- 都営地下鉄三田線「芝公園駅」下車、徒歩10分
- 東京メトロ南北線・都営地下鉄大江戸線「麻布十番駅」下車、徒歩15分
- JR東日本「田町駅」西口（三田口）下車、徒歩18分
- 首都高速道路芝公園出入口より5分

## 出来事
- 2007年5月、宿直明けに意識不明になり死亡した女性看護師について、過労死として2008年10月9日付で労災認定された。また、本件を含め同年同月に2人の看護師が過労死認定されたことがきっかけで、日本看護協会が看護職個人対象の調査を初めて実施した[11][12]。